# Championnats d'Europe de nage en eau libre 2016
Navigation
2012
La 7e édition des Championnats d'Europe de nage en eau libre se déroule du 10 au 14 juillet 2016 à Hoorn aux Pays-Bas.

## Podiums
Les médaillés sont :
| Épreuves         | Or                                                                 | Argent                                                                | Bronze                                                      |
| Femmes           | Femmes                                                             | Femmes                                                                | Femmes                                                      |
| ---------------- | ------------------------------------------------------------------ | --------------------------------------------------------------------- | ----------------------------------------------------------- |
| 5 km             | Danielle Huskisson (GBR) 59 min 46 s 1                             | Finnia Wunram (GER) 59 min 52 s 4                                     | Sharon van Rouwendaal (NED) 59 min 54 s 9                   |
| 10 km            | Rachele Bruni (ITA) Aurélie Muller (FRA) 2 h 7 min 0 s 1           | Non attribuée                                                         | Arianna Bridi (ITA) 2 h 7 min 3 s 6                         |
| 25 km            | Martina Grimaldi (ITA) 5 h 26 min 47 s 8                           | Olga Kozydub (RUS) 5 h 26 min 49 s 8                                  | Caroline Jouisse (FRA) 5 h 26 min 50 s 5                    |
| Hommes           |                                                                    |                                                                       |                                                             |
| 5 km             | Kirill Abrosimov (RUS) 54 min 34 s 3                               | Federico Vanelli (ITA) 54 min 54 s 4                                  | Caleb Hughes (GBR) 55 min 6 s 1                             |
| 10 km            | Ferry Weertman (NED) 1 h 55 min 20 s 6                             | Jack Burnell (GBR) 1 h 55 min 21 s 2                                  | Marc-Antoine Olivier (FRA) 1 h 55 min 21 s 6                |
| 25 km            | Axel Reymond (FRA) 5 h 2 min 22 s 0                                | Matteo Furlan (ITA) 5 h 6 min 7 s 5                                   | Edoardo Stochino (ITA) 5 h 9 min 19 s 4                     |
| Mixte            |                                                                    |                                                                       |                                                             |
| 5 km par équipes | Italie Rachele Bruni Simone Ruffini Federico Vanelli 55 min 59 s 3 | Allemagne Finnia Wunram Rob Muffels Andreas Waschburger 56 min 37 s 0 | Hongrie Éva Risztov Márk Papp Dániel Székelyi 56 min 42 s 6 |

## Tableau des médailles
| Rang  | Nation          | Or | Argent | Bronze | Total |
| ----- | --------------- | -- | ------ | ------ | ----- |
| 1     | Italie          | 3  | 2      | 2      | 7     |
| 2     | France          | 2  | 0      | 2      | 4     |
| 3     | Grande-Bretagne | 1  | 1      | 1      | 3     |
| 4     | Russie          | 1  | 1      | 0      | 2     |
| 5     | Pays-Bas        | 1  | 0      | 1      | 2     |
| 6     | Allemagne       | 0  | 2      | 0      | 2     |
| 7     | Hongrie         | 0  | 0      | 1      | 1     |
| Total | Total           | 7  | 7      | 7      | 21    |